# Siegfried Rädel
Siegfried Engelbert Martin Rädel (* 7. März 1893 in Copitz bei Pirna, Königreich Sachsen; † 10. Mai 1943 in Brandenburg) war ein deutscher Politiker, KPD-Mitglied und Widerstandskämpfer gegen das NS-Regime.

## Leben
Der gelernte Zimmermann Rädel trat 1912 der SPD bei. Mit 20 Jahren wurde Siegfried Rädel 1913 Soldat. Mit seinem Pionier-Bataillon erlebte er vier Jahre Krieg in vorderster Linie und wurde zweimal verwundet. Siegfried Rädel trat nach Kriegsende zunächst der USPD bei und war während der Novemberrevolution Mitglied des Arbeiter- und Soldatenrates in Pirna. 1919 wählten ihn seine Kollegen zum Betriebsratsvorsitzenden im Kunstseidewerk in Pirna, wenig später wurde Mitglied der KPD, in welcher er auch blieb, als sich das Gros der örtlichen Partei der KPD-Linksabspaltung KAPD anschloss.
Er war seit 1921 Stadtverordneter in Pirna und Obmann der KPD-Fraktion. Seit dem gleichen Jahr war er Mitglied des Zentralausschusses der KPD, von 1924 bis 1933 Reichstagsmitglied. Mit Unterbrechungen war er langjährig Kandidat oder Mitglied des Zentralkomitees der KPD.
Bekannt ist Siegfried Rädels Einsatz für die Linderung der Not der vom Hochwasser 1927 Geschädigten im Gottleuba- und Müglitztal zwischen 1927 und 1932 und für seinen Einsatz für die Errichtung eines Talsperrensystems. Dieses System wurde allerdings erst zwischen 1958 und 1974 verwirklicht (Rückhaltebecken Buschbach, Liebstadt, Friedrichswalde-Ottendorf, Mordgrundbach und Glashütte, und die Talsperre Gottleuba). Das Hochwasserrückhaltebecken Lauenstein wurde 2006 eingeweiht.
Rädels Bemühungen um die Bündelung sozialer Initiativen, Kräfte und Organisationen führten 1927 zur Begründung der Arbeitsgemeinschaft sozialpolitischer Organisationen (ARSO) im Reichsmaßstab. Die ARSO mit Rädel als Herausgeber gab ab Mai 1928 die Zeitschrift Proletarische Sozialpolitik. Organ der Arbeitsgemeinschaft sozialpolitischer Organisationen heraus. Rädel gehörte zu den deutschen Delegierten des Weltfriedenskongresses im August 1928 in Amsterdam.
Nach der Machtübergabe an Hitler im Januar 1933 nahm Rädel am 7. Februar 1933 an der illegalen Tagung des Zentralkomitees der KPD im Sporthaus Ziegenhals bei Berlin teil und musste Ende Dezember 1933 ins Exil gehen. Seine Stationen waren Prag, Frankreich, die Sowjetunion und Zürich. Ein Parteiverfahren gegen ihn wegen „fraktioneller Tätigkeit“ wurde eingeleitet und später mit einfacher Rüge beendet.
Die Schweizer Polizei verhaftete Rädel Ende 1936, gemeinsam mit seiner Lebensgefährtin Maria Weiterer, mit der er seit 1927 zusammenlebte und -arbeitete. In Frankreich, wohin er ausgewiesen wurde, übertrug ihm das damals in Paris ansässige Sekretariat des ZK der KPD die Leitung der kommunistischen Emigrantenorganisation. Siegfried Rädel nahm in Frankreich an Versuchen zur Bildung einer antifaschistischen Volksfront, dem Lutetia-Kreis teil. Da trafen sich unter anderen Heinrich Mann, Lion Feuchtwanger, Rudolf Leonhard, Leonhard Frank und Paul Merker. Auf der „Berner Konferenz“ 1939 der KPD in Draveil bei Paris wurde er auf Vorschlag von Wilhelm Pieck ins 17-köpfige Zentralkomitee gewählt.
Rädel wurde am 1. September 1939 in Paris festgenommen und zunächst im Gefängnis Santé, später dann im Internierungslager Le Vernet festgehalten. Im Frühjahr 1941 erhielt er die sowjetische Staatsbürgerschaft, die ihm die Ausreise in die Sowjetunion ermöglichen sollte. Im November 1941 wurde Rädel zusammen mit Franz Dahlem in ein Gefängnis in Castres verlegt. Im August 1942 lieferte das Vichy-Regime Rädel an die Gestapo aus. Ab Oktober im Untersuchungsgefängnis Moabit, wurde er am 25. Februar 1943 vom Volksgerichtshof wegen Hochverrats zum Tode verurteilt und am 10. Mai 1943 im Zuchthaus Brandenburg enthauptet.
Siegfried Rädel lebte seit 1927 mit seiner Lebensgefährtin Maria Weiterer zusammen, mit der er zwei Söhne hatte: Helmut und Werner.

## Gedenken

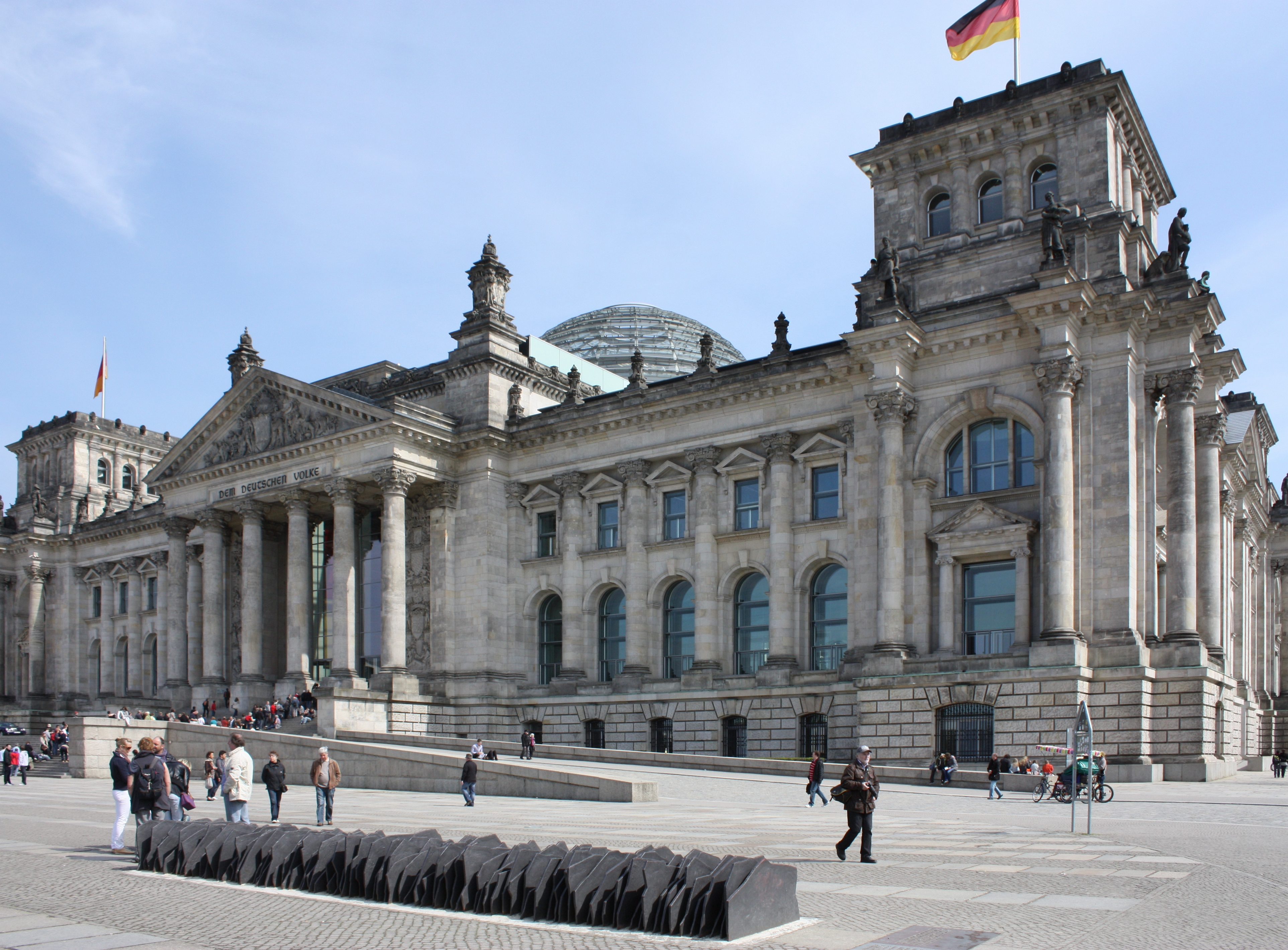
Gedenktafeln am Reichstag

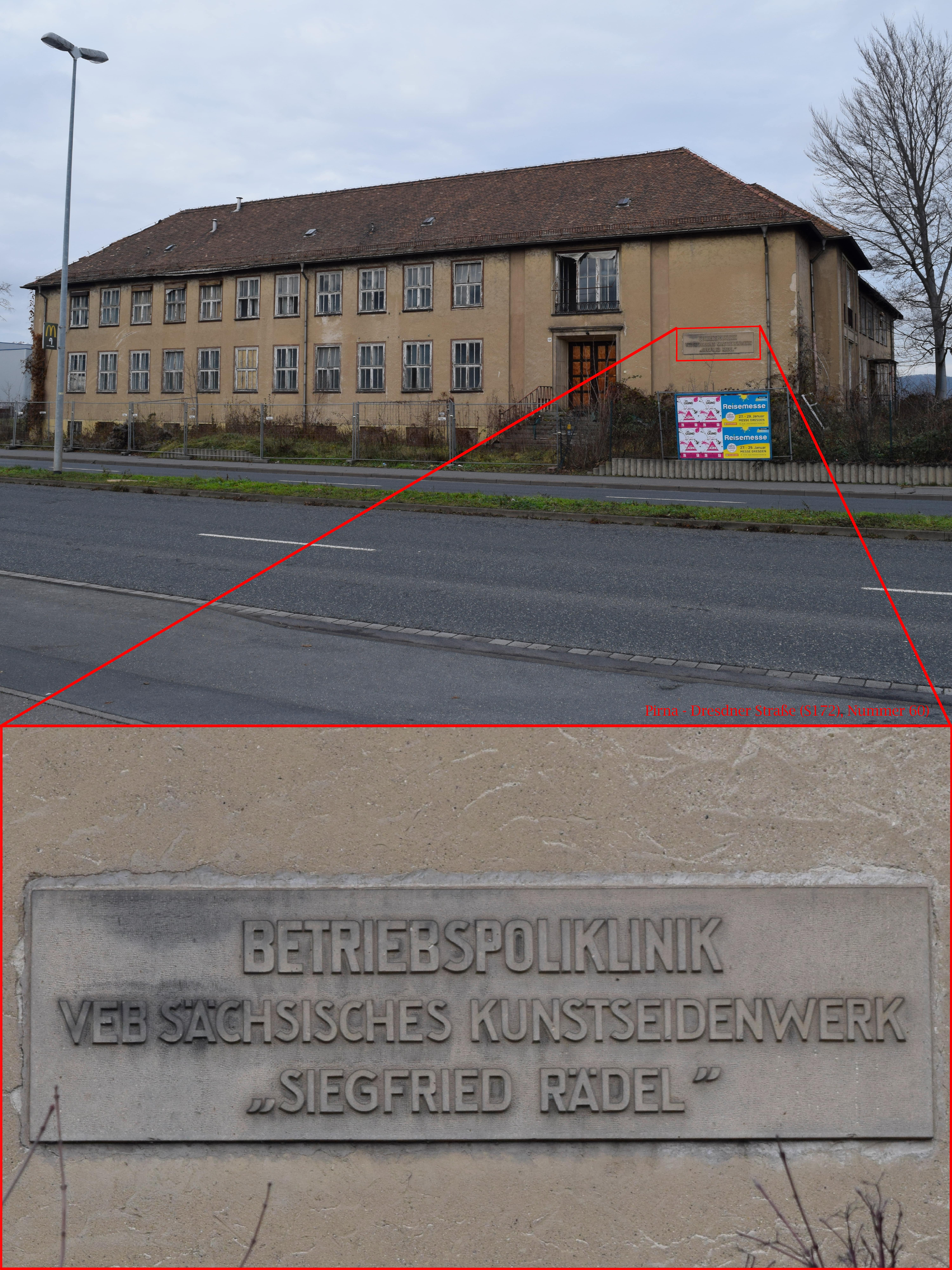
Ehemalige Poliklinik „Siegfried Rädel“ in Pirna, Dresdner Straße 60 (S172)

- In Heidenau und auch in der Pirnaer Innenstadt ist jeweils eine Straße nach Siegfried Rädel benannt.

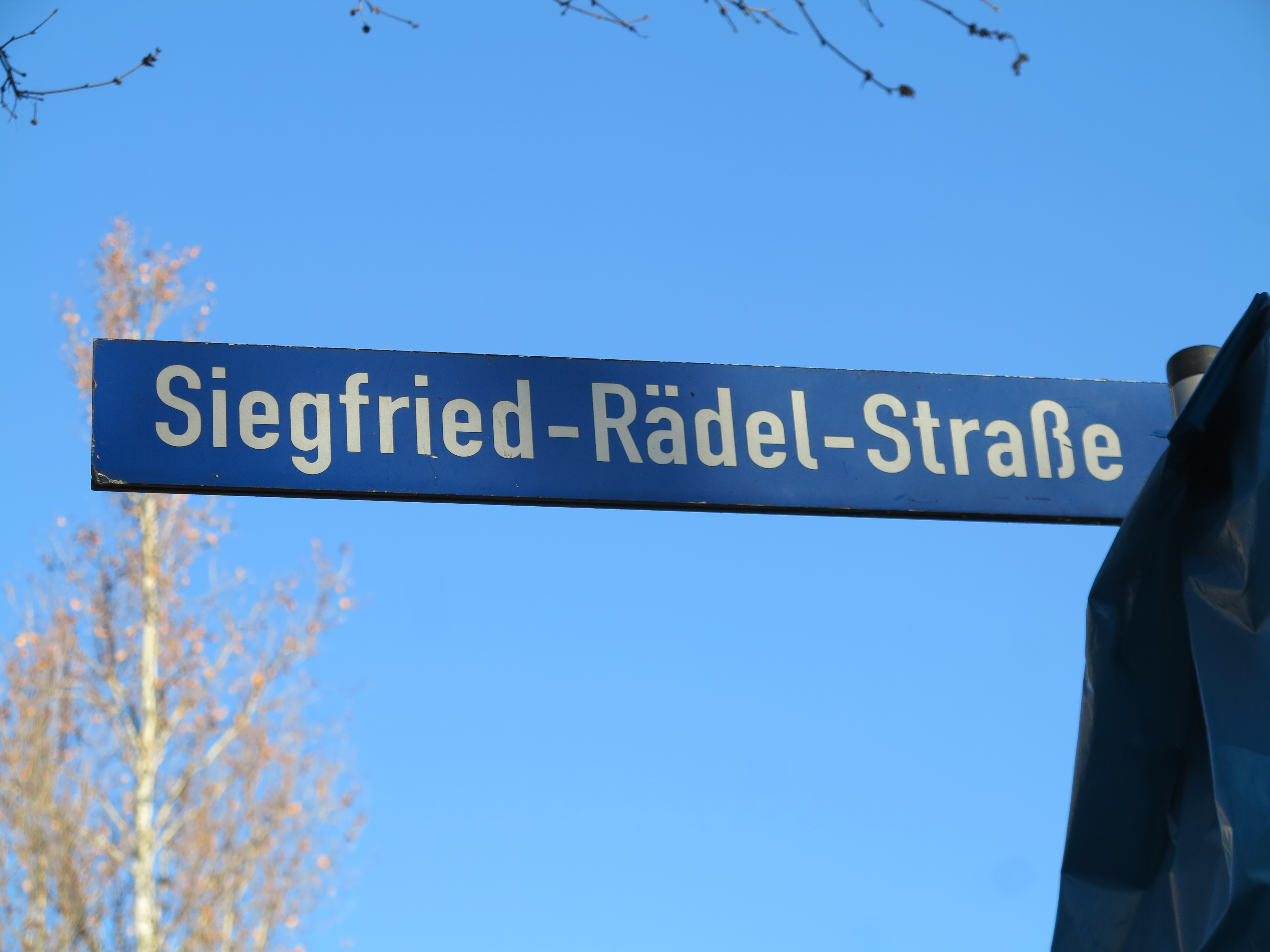
Siegfried-Rädel-Str. in Pirna

- Das Kunstseidewerk Pirna war in der DDR-Zeit nach Rädel benannt; es wurde nach Wende geschlossen.
- Der Ullersdorfer Platz in Dresden-Bühlau war nach 1945 in Siegfried-Rädel-Platz umbenannt worden. 1991 erhielt er seinen alten Namen zurück.
- Bis zur politischen Wende (1989) hieß die heutige Weigangstraße in Bautzen Siegfried-Rädel-Straße.
- In Tharandt wurde die Straße nach der Wende umbenannt.
- In Dresden-Klotzsche war die 82. Polytechnischen Oberschule nach Siegfried Rädel benannt.
- In Bad Gottleuba fand der Siegfried-Rädel-Gedenklauf statt.
- Die Deutsche Post der DDR gab 1983 zu seinen Ehren eine Sondermarke in der Serie Persönlichkeiten der deutschen Arbeiterbewegung heraus.
- Seit 1992 erinnert in Berlin in der Nähe des Reichstags eine der 96 Gedenktafeln für von den Nationalsozialisten ermordete Reichstagsabgeordnete an Rädel.